# Kyrassiär
- Övre vänster: Pappenheim-kyrassiärer i strid, 1600-tal.
- Övre höger: Fullrustad kyrassiär, 1600-tal.
- Undre vänster: Kyrass från tidigt 1600-tal.
- Undre höger: Preussisk kyrassiär under Fransk-tyska kriget, 1882.

Kyrassiär är en medeltung till tung ryttare (kavallerist), rustad med kyrass och hjälm av järn eller stål, beväpnad med värja, pistoler och ibland karbin.

## Historia
Ordet kyrass (för "rustning") kommer från franskans cuir, "läder" eftersom de äldsta kyrasserna gjordes i läder.  Synonymt med kyrass är harnesk. Ordet ändrar liksom harnesk betydelse från helrustning (körits, kyriss) till bröst- och ryggharnesk samtidigt som eldvapnen blev kraftigare och rustningens vikt lades helt på skydd av bröst och rygg genom tjockare och tyngre harnesk.
Benämningen kyrassiär användes redan vid övergången från medeltiden till den nyare tiden som beteckning för det harneskklädda kavalleriet. 
Moritz av Oranien lät 1595 de nederländska lansryttarna avlägga lansarna och beväpnades i stället med svärd och pistoler. Helkyrassen kom snart att ersattas av en halvkyrass, bestående av hjälm, bröst- och ryggharnesk. Främst under trettioåriga kriget visade sig olägenheten i den nog så tunga halvkyrassen, och efter kriget avlägsnades i de flesta länder kyrasserna och ersattes av bröstharnesk, burna med vapenrockar.
Kyrassiärförband har funnits vid de flesta europeiska arméerna och de äldsta dokumenterade kyrassiärförbanden är de kroatiska regementena från 1484 i den österrikiske kejsarens tjänst, de så kallade kyrisserna.
I Sverige förekom kyrassiärer från 30-åriga kriget fram till 1815, då Livregementsbrigadens kyrassiärkår uppgick i Livregementets dragonkår. Kyrassiärer användes av t.ex. Frankrike, Tyskland och Ryssland fram till första världskrigets utbrott då deras taktiker blev föråldrade.

## Galleri

Österrikisk kyrassiär 1778.
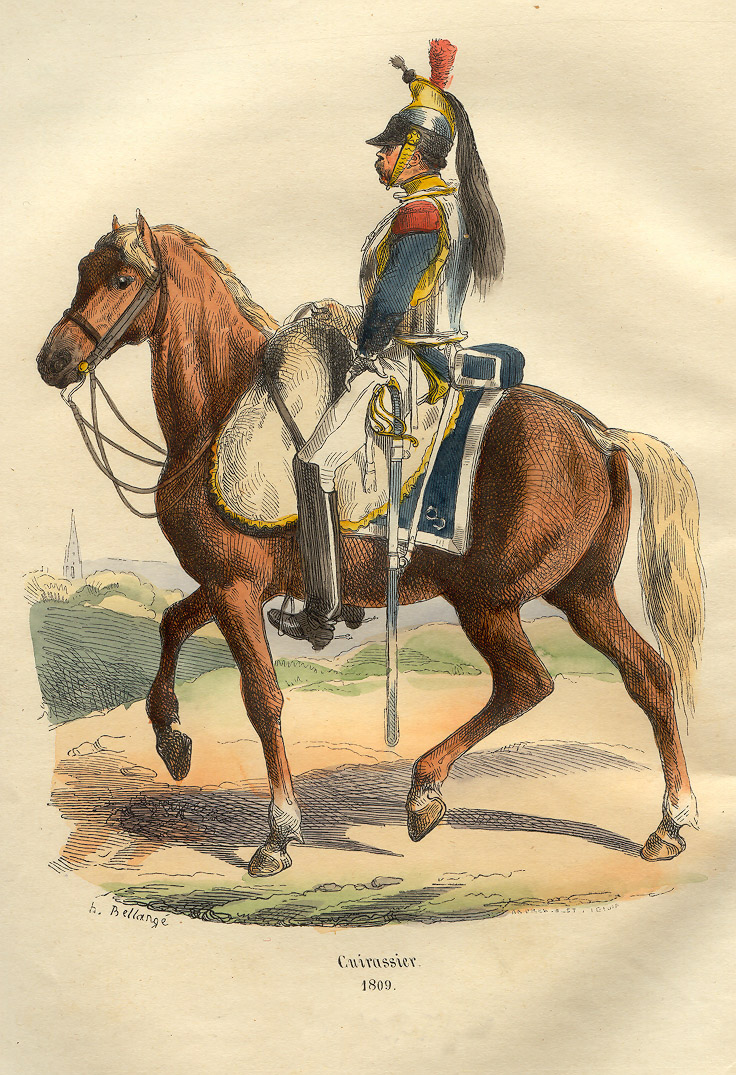
Fransk kyrassiär under Napoleonkrigen.
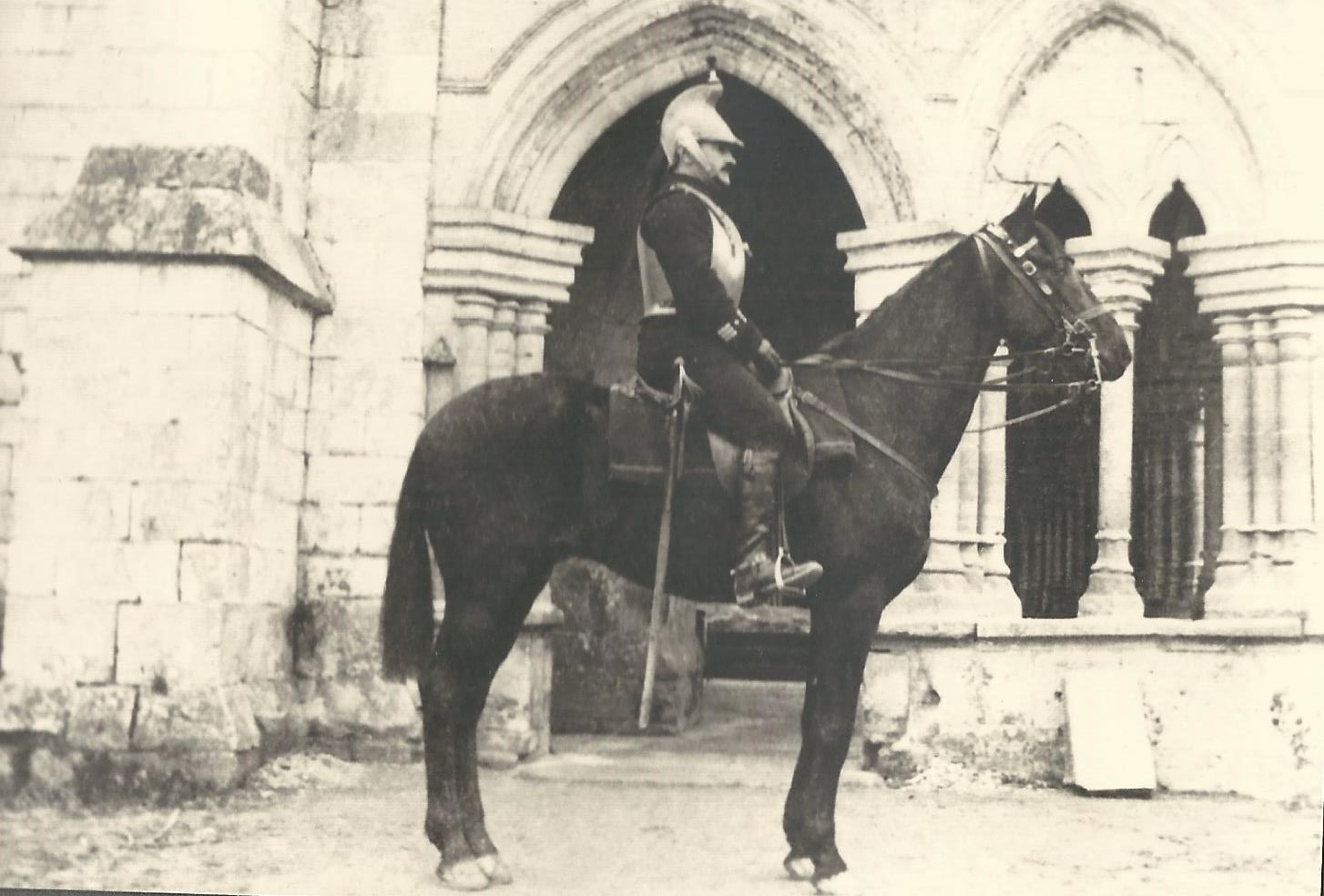
Fransk kyrassiär 1914.
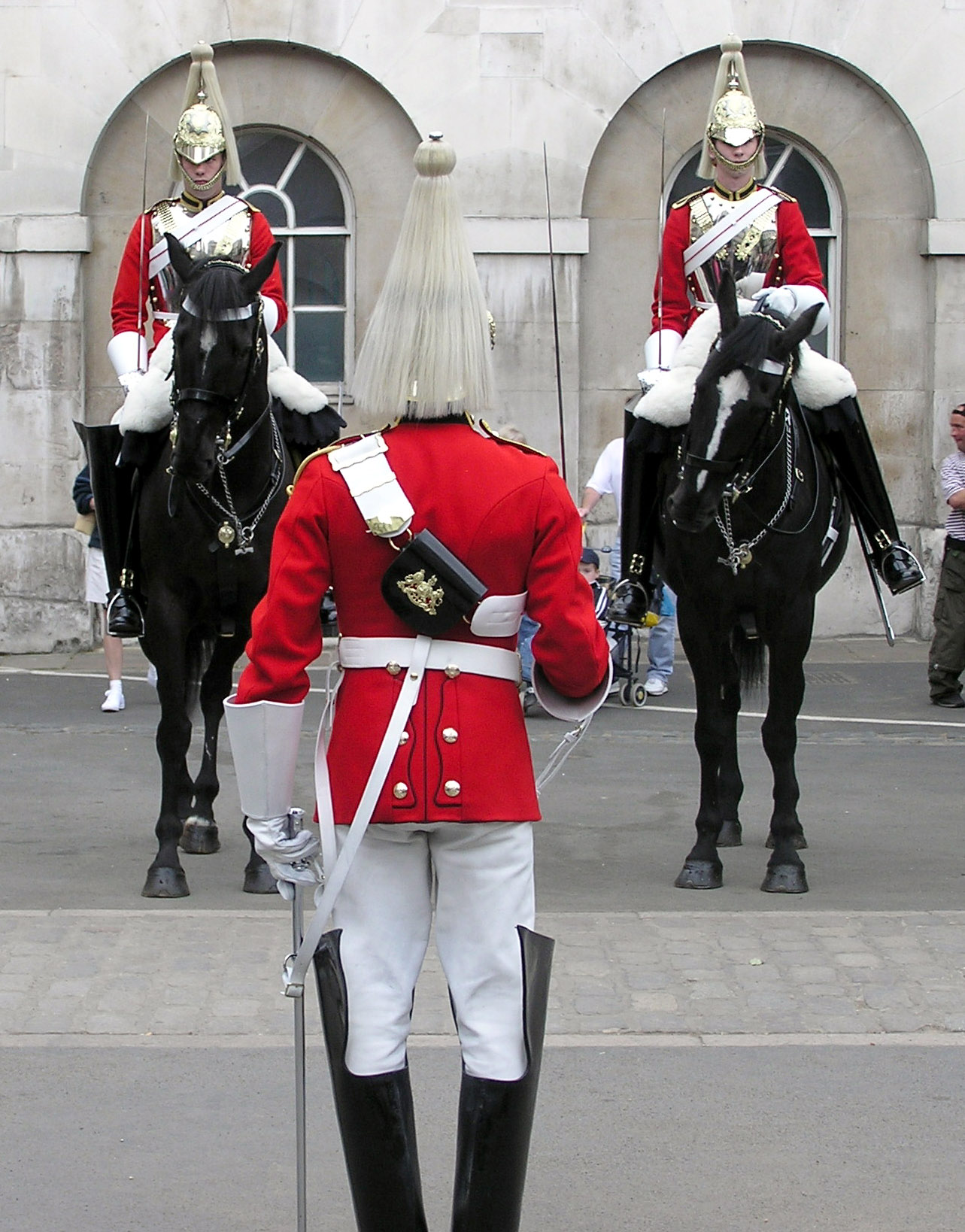
Kyrassiärer (Life Guards) vid Whitehall i London, Storbritannien.